# Zoran Simović
Zoran Simović (en serbi: Зоран Cимoвић, 2 de novembre de 1954) és un exfutbolista montenegrí de la dècada de 1980.
Fou 10 cops internacional amb la selecció iugoslava.
Defensà els colors de Napredak, NK Hajduk Split i Galatasaray SK.